# Notomulciber travancorensis
Notomulciber travancorensis är en skalbaggsart som först beskrevs av Stefan von Breuning 1958.  Notomulciber travancorensis ingår i släktet Notomulciber och familjen långhorningar. Inga underarter finns listade i Catalogue of Life.